# کین باند
کین باند (انگلیسی: Kain Bond؛ زادهٔ ۱۹ ژوئن ۱۹۸۵) بازیکن فوتبال اهل بریتانیا است.
از باشگاه‌هایی که در آن بازی کرده‌است می‌توان به باشگاه فوتبال تورکی یونایتد و باشگاه فوتبال باکلند اتلتیک اشاره کرد.